# Marie-Wühlmaus
Die Marie-Wühlmaus oder Maries Kleine Wühlmaus (Volemys musseri) ist eine Nagetierart aus der Gattung Volemys innerhalb der Wühlmäuse (Arvicolinae). Sie ist nur aus dem Westen von Sichuan in der Volksrepublik China bekannt.

## Merkmale
Die Marie-Wühlmaus erreicht eine Kopf-Rumpf-Länge von 9,0 bis 12,9 Zentimetern mit einem Schwanz von 4,7 bis 7,0 Zentimetern Länge. Die Hinterfußlänge beträgt 18 bis 23 Millimeter. Der Schädel hat eine Gesamtlänge von 24,5 bis 27,5 Millimeter.
Das Rückenfell ist dunkelbraun, das Bauchfell dunkel gräulich mit blass-sandfarbener Einwaschung. Der Schwanz ist zweifarbig mit dunkelbrauner Oberseite und weiß-sandfarbener Unterseite. Die Oberseiten der Hände und Füße sind sandfarben-weiß. In ihrem Aussehen entspricht sie der Sichuan-Wühlmaus (Volemys millicens), ist jedoch deutlich größer und unterscheidet sich von dieser zudem durch den Besitz von postero-lingualen Dreiecken im Zahnschmelz der beiden ersten oberen Molaren M1 und M2.

## Verbreitung
Die Marie-Wühlmaus ist nur von wenigen Individuen aus dem Qionglai Shan im Westen von Sichuan in der Volksrepublik China bekannt.

## Lebensweise
Über die Lebensweise der Marie-Wühlmaus liegen keine Informationen vor. Die bekannten Lebensräume liegen in steinigen Weiden in Höhen zwischen 2300 und 3700 Metern. Wie andere Wühlmäuse lebt sie in unterirdischen Bauen und ernährt sich wahrscheinlich vorwiegend herbivor von verschiedenen Pflanzenteilen.

## Systematik
Die Marie-Wühlmaus wird als eigenständige Art innerhalb der Gattung Volemys eingeordnet, die aus zwei Arten besteht. Die wissenschaftliche Erstbeschreibung stammt von der amerikanischen Zoologin Marie A. Lawrence, die die Art 1982 anhand von Individuen aus dem Qionglai Shan im Westen von Sichuan beschrieb. Teilweise wird die Gattung und damit auch diese Art den Feldmäusen (Microtus) zugeordnet.
Benannt wurde die Art nach dem amerikanischen Zoologen Guy G. Musser, der Trivialname leitet sich jedoch vom Vornamen Marie der Erstbeschreiberin Marie A. Lawrence ab. Lawrence war zu Zeitpunkt der Erstbeschreibung Mitarbeiterin des American Museum of Natural History.

## Status, Bedrohung und Schutz
Die Marie-Wühlmaus wird von der International Union for Conservation of Nature and Natural Resources (IUCN) aufgrund fehlender Daten nicht in eine Gefährdungskategorie eingeordnet, sondern als „data deficient“ gelistet. Potenzielle Gefährdungen für die Bestände sich nicht bekannt.

## Belege
1. 1 2 3 4  Darrin Lunde, Andrew T. Smith: Marie's Vole. In: Andrew T. Smith, Yan Xie: A Guide to the Mammals of China. Princeton University Press, Princeton NJ 2008, ISBN 978-0-691-09984-2, S. 239.
2. 1 2 3  Volemys musseri in der Roten Liste gefährdeter Arten der IUCN 2016.2. Eingestellt von: C.H. Johnston, A.T. Smith, 2008. Abgerufen am 8. November 2016.
3. 1 2  Volemys musseri. In: Don E. Wilson, DeeAnn M. Reeder (Hrsg.): Mammal Species of the World. A taxonomic and geographic Reference. 2 Bände. 3. Auflage. Johns Hopkins University Press, Baltimore MD 2005, ISBN 0-8018-8221-4.
4. ↑  Bo Beolens, Michael Grayson, Michael Watkins: The Eponym Dictionary of Mammals. Johns Hopkins University Press, 2009; S. 261; ISBN 978-0-8018-9304-9.